# Konventionsflüchtling

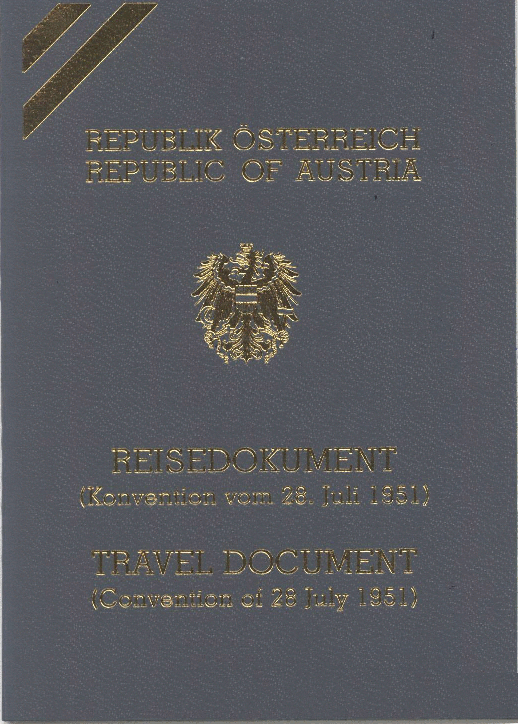
Österreichischer Reiseausweis für Flüchtlinge aufgrund Art. 28 GFK

Konventionsflüchtlinge sind Menschen, die die in der Genfer Flüchtlingskonvention (GFK) enthaltene Definition des Begriffs Flüchtling erfüllen.
Nach Art. 1 GFK (eigentlich Abkommen über die Rechtsstellung der Flüchtlinge vom 28. Juli 1951, in Verbindung mit Art. 1 Protokoll über die Rechtsstellung der Flüchtlinge vom 31. Januar 1967) ist ein „Flüchtling“ eine Person, die

„aus der begründeten Furcht vor Verfolgung wegen ihrer Rasse, Religion, Staatszugehörigkeit, Zugehörigkeit zu einer bestimmten sozialen Gruppe oder wegen ihrer politischen Überzeugung sich außerhalb des Landes befindet, dessen Staatsangehörigkeit sie besitzt oder besitzen würde, und den Schutz dieses Landes nicht in Anspruch nehmen kann oder wegen dieser Befürchtungen nicht in Anspruch nehmen will […].“

Die Verleihung des Status und damit auch die Interpretation der GFK erfolgt durch das jeweilige nationalstaatliche Asylverfahren inklusive deren gerichtliche Überprüfung, in einigen Ländern auch durch den Hohen Flüchtlingskommissar der Vereinten Nationen (UNHCR).
Der Begriff Kriegsflüchtling wird von Art. 1 der GFK nicht definiert. Personen, die aufgrund der allgemein schlechten Sicherheitslage in ihrem Herkunftsland Schutz benötigen, fallen in der Regel nicht unter den Flüchtlingsbegriff der GFK.

## Beendigungsgründe
Eine Person, die die Flüchtlingsdefinition erfüllt, fällt untere bestimmten Umständen nicht mehr unter die GFK. Diese sind, laut Art. 1 C GFK:
1. wenn sie sich freiwillig erneut dem Schutz des Landes, dessen Staatsangehörigkeit sie besitzt, unterstellt; oder
2. wenn sie nach dem Verlust ihrer Staatsangehörigkeit diese freiwillig wiedererlangt hat; oder
3. wenn sie eine neue Staatsangehörigkeit erworben hat und den Schutz des Landes, dessen Staatsangehörigkeit sie erworben hat, genießt; oder
4. wenn sie freiwillig in das Land, das sie aus Furcht vor Verfolgung verlassen hat oder außerhalb dessen sie sich befindet, zurückgekehrt ist und sich dort niedergelassen hat; oder
5. wenn sie nach Wegfall der Umstände, auf Grund derer sie als Flüchtling anerkannt worden ist, es nicht mehr ablehnen kann, den Schutz des Landes in Anspruch zu nehmen, dessen Staatsangehörigkeit sie besitzt. Hierbei wird jedoch unterstellt, dass die Bestimmung dieser Ziffer auf keinen Flüchtling im Sinne der Ziffer 1 des Abschnittes A dieses Artikels Anwendung findet, der sich auf zwingende, auf früheren Verfolgungen beruhenden Gründe berufen kann, um die Inanspruchnahme des Schutzes des Landes abzulehnen, dessen Staatsangehörigkeit sie besitzt;
6. wenn es sich um eine Person handelt, die keine Staatsangehörigkeit besitzt, falls sie nach Wegfall der Umstände, auf Grund derer sie als Flüchtling anerkannt worden ist, in der Lage ist, in das Land zurückzukehren, in dem sie ihren gewöhnlichen Wohnsitz hat.

## Ausschlussgründe
Eine Person, die die Flüchtlingsdefinition in Art. 1 A GFK erfüllt, ist unter bestimmten Umständen dennoch von der Anwendung der GFK ausgeschlossen. Diese sind unter anderem, laut Art. 1 F GFK:
a) dass sie ein Verbrechen gegen den Frieden, ein Kriegsverbrechen oder ein Verbrechen gegen die Menschlichkeit im Sinne der internationalen Vertragswerke begangen haben, die ausgearbeitet worden sind, um Bestimmungen bezüglich dieser Verbrechen zu treffen;

b) dass sie ein schweres nichtpolitisches Verbrechen außerhalb des Aufnahmelandes begangen haben, bevor sie dort als Flüchtling aufgenommen wurden;

## Regionales

### In Deutschland
In Deutschland wird der Begriff Konventionsflüchtling benutzt, um diese als Begünstigte des „kleinen Asyls“ (Zuerkennung der Flüchtlingseigenschaft nach § 3 Abs. 1 AsylG) von denen des grundgesetzlichen „großen Asyls“ (Asylberechtigung nach Art. 16a GG) zu unterscheiden. Die Tatbestandsmerkmale in § 3 Abs. 1 AsylG entsprechen denen der Genfer Flüchtlingskonvention, während der Anspruch auf Asyl nach Art. 16a GG („großes Asyl“) entfallen kann, wenn der Asylbewerber über einen sicheren Drittstaat eingereist ist. Die Anerkennung als ausländischer Flüchtling erfolgt im Rahmen eines Asylverfahrens beim Bundesamt für Migration und Flüchtlinge.

### In Österreich
Die Flüchtlingsdefinition der Genfer Flüchtlingskonvention wird durch § 3 Asylgesetz 2005 in österreichisches Recht umgesetzt (zuvor der vergleichsweise ähnliche Wortlaut nach § 7 Asylgesetz 1997).
Das Verfahren findet vor dem Bundesamt für Fremdenwesen und Asyl, einer dem Innenministerium nachgeordneten Behörde, und dem Bundesverwaltungsgericht (BVwG) (seit 2014) statt.

### In der Schweiz
Das schweizerische Asylgesetz enthält in Art. 3 die für die Schweiz geltende Definition von Art. 1 GFK. Zuständig für das Asylverfahren ist das Bundesamt für Migration. Die Einschränkung (durch die Asylgesetzrevision 2006) für Asylwerber, die nicht innerhalb 48 Stunden gültige Papiere vorweisen können, rief beim UNHCR ernsthafte Bedenken über die Konformität mit der GFK hervor.

### In der Europäischen Union
Der Richtlinie 2011/95/EU definierte subsidiäre Schutzstatus ergänzt den Schutz für Flüchtlinge, der in der Genfer Flüchtlingskonvention festgelegt ist.